# Stack of wood
Stack of wood war ein englisches Holzmaß, insbesondere ein Brennholzmaß. 
- 1 Stack of wood = 12 Fuß (engl.) (lang) mal 3 Fuß (engl.) (breit) mal 3 Fuß (engl.) (hoch) = 108 Kubikfuß (engl.) = 3,058 Kubikmeter

Eine würfelförmige Stapelung von je zwei Yard Seitenlänge in allen Richtungen und die sich ergebenen acht Kubikyard sind umgerechnet 6,1163 Kubikmeter. Dieses Holzmaß ist das Kubik-Fathom (Kubikfaden).